# Nikomachos (Sohn des Aristoteles)
Nikomachos (griechisch Νικόμαχος, Ende des 4. Jhr. v. Chr.) war der Sohn des Aristoteles. Dessen ethisches Hauptwerk, die Nikomachische Ethik, ist vermutlich nach seinem Sohn oder Vater benannt, die beide Nikomachos hießen, oder aber einer anderen Person gleichen Namens.

## Leben und Werk
Suda – eine byzantinische Enzyklopädie des 10. Jh. n. Chr. – berichtet, dass Nikomachos – wie sein Vater – aus Stageira stammte, Philosoph und Schüler des Theophrast war und dass er sechs Bücher über Ethik und einen Kommentar zu den Vorlesungen der Physik des Aristoteles geschrieben habe.
Dass Nikomachos ethische Werke geschrieben habe, ist vermutlich eine Fehlzuschreibung der von Aristoteles stammenden Nikomachischen Ethik, die nach Nikomachos benannt ist.